# Dénesújfalu
Dénesújfalu (1899-ig Szelepka, szlovákul: Sliepkovce) község Szlovákiában, a Kassai kerület Nagymihályi járásában.

## Fekvése
Nagymihálytól 11 km-re délre, a Laborc jobb partján fekszik.

## Nevének eredete
Magyar nevét egykori birtokosa, gróf Andrássy Dénes után kapta, aki új helyre telepítette az elpusztult falu lakosságát.

## Története
1314-ben a butkai uradalom részeként említi először írásos dokumentum. A falut királyi szolgálatban állt határőrök lakták. A 14. században „Zelepke” néven említik. 1600-ban hét háztartás volt a faluban. Később a lakosság száma lecsökkent és a 18. század elején a falu lakatlan volt. 1749-ben már 78 lakos élt a faluban. Az 1784 és 1787 között megtartott népszavazás szerint 38 házban 51 család és 257 lakos élt.
A 18. század végén Vályi András így ír róla: „SZELEPKA. Tót falu Zemplén Várm. földes Urai Gr. Smidek, és több Uraságok, lakosai római, és görögkatolikusok, fekszik Latorcza vizéhez közel, Butkához egy, Dubrókához pedig fél órányira; térséges, és fekete agyagos határja 3 nyomásbéli, leginkább gabonát, búzát, és zabot; középszerűen pedig árpát, és tengerit terem; erdeje van, szőleje nints, legelővel bővelkedik; piatza N. Mihályon 1 3/4 órányira.”
1800-ban 372, 1828-ban már 436 lakosa volt. 1831-ben kolerajárvány pusztított a faluban.
Fényes Elek 1851-ben kiadott geográfiai szótárában így ír a faluról: „Szelepka, tót-orosz falu, Zemplén vmegyében, Butka fiókja: 205 r. 198 g. kath. 15 zsidó lak., 24 h. Szántófölddel. F. u. gr. Schmidegg, Viczmándy. Ut. p. N.-Mihály.”
A falu 1895-óta áll a mai helyén. Borovszky Samu monográfiasorozatának Zemplén vármegyét tárgyaló része szerint: „Dénesújfalu, azelőtt Szelepka. Hajdan a butkai vár tartozéka volt, melyre már 1220-ban a Buttkayak kir. adománylevelet nyertek. 1411-ben a Buttkaiakon kivül a Ráskai és a Márk család birtoka. 1421-ben Kamonyay Györgyöt és Balázst iktatják egyes részeibe, 1474-ben és 79-ben pedig Pesthi Bálintot. Azután is a Buttkayak és a velük rokon családok birtoka. 1551-ben Soós Albert kap itt részeket, az 1598-iki összeírásban pedig Buttkay Péter és Wiczmándy Kristóf szerepelnek birtokosaiként. 1774-ben Szirmay József, Wiczmándy Mátyás és László az urai, a Wiczmándyak mellett még gróf Szirmay, gróf Schmiddegh és Péterffy Károly. Most herczeg Lobkovitz Rezsőnek van itt nagyobb birtoka. Szelepkát a Laborcz gyakori áradásai állandóan nyugtalanították, úgy hogy lakosai 1898-ban áttelepülni voltak kénytelenek. Ebben nagy mértékben segítette őket gróf Andrássy Dénes, miért is jótevőjük iránt érzett hálából a falut előbb Dénsfalvának, majd Dénesújfalunak nevezték el. Az 1831-iki kolera számos lakosát pusztította el s itt is kitört a pórlázadás. Ide tartozik Szelepka-puszta, mely a régi község helyén áll. Templom nincs a faluban. Házainak száma 110, tótajkú, s nagyobbára róm. kath. vallású lakosaié 498. Postája Butkán van, távírója és vasúti állomása pedig Bánóczon.”
1920-ig Zemplén vármegye Nagymihályi járásához tartozott.

## Népessége
| Év:            | 1994. | 2004.   | 2014.   | 2024.   |
| -------------- | ----- | ------- | ------- | ------- |
| Emberek száma: | 710   | 704     | 753     | 771     |
| Eltérés:       |       | -0,84 % | +6,96 % | +2,39 % |

| Év:            | 2023. | 2024.   |
| -------------- | ----- | ------- |
| Emberek száma: | 777   | 771     |
| Eltérés:       |       | -0,77 % |

1910-ben 600 lakosából 546 szlovák, 10 német, 9 magyar és 35 egyéb anyanyelvű volt.
1921-ben 616 lakosából 610 csehszlovák, 4 zsidó és 2 orosz volt. Ebből 400 római katolikus, 209 görög katolikus, 6 izraelita és 1 református vallású volt.
1930-ban 609 lakosából 593 csehszlovák, 14 magyar és 2 zsidó volt.
2001-ben 704 lakosából 601 szlovák, 74 cigány, 8 cseh, 4 ukrán és 17 ismeretlen nemzetiségű volt.
2011-ben 753 lakosából 705 szlovák, 11 cigány, 2 ukrán és 35 ismeretlen nemzetiségű volt.
2021-ben 760 lakosából 734 szlovák, 5 cigány, 3 magyar, 9 egyéb és 9 ismeretlen nemzetiségű volt.